# Il serpente di fuoco
Il serpente di fuoco (The Trip) è un film drammatico statunitense del 1967 diretto da Roger Corman e scritto da Jack Nicholson. Interpretato da Peter Fonda, racconta la nottata onirica e allucinata di un uomo che ha appena fatto uso per la prima volta di LSD.

## Trama
Paul Groves assume la sua prima dose di LSD in un periodo in cui sta per divorziare dalla bella moglie adultera, Sally. Egli inizia il suo trip con una "guida", John, ma fugge e lo abbandona per paura.
In preda agli effetti della droga, comincia ad aggirarsi nei pressi del Sunset Strip, a West Hollywood, in locali notturni e nelle abitazioni di estranei e conoscenti, ragionando sui problemi esistenziali. Incontra poi una giovane donna, Glenn, che sembra essere interessata a coloro che fanno uso di LSD. Glenn porta Paul in una casa al mare, dove i due hanno un appassionato rapporto sessuale. Mentre il sole sorge, Paul esce sul balcone a prendere aria. Glenn gli chiede se la sua prima esperienza con l'LSD fosse stata costruttiva. Paul rimanda la sua risposta al "domani".

## Produzione
Il film fu prodotto dalla American International Pictures e girato nel 1966 in California, nelle località di Big Sur, nel Bronson Canyon, sulla Leo Carrillo State Beach a Malibù, e in Arizona, nella località di Yuma con un budget stimato in 450.000 dollari. Il titolo di lavorazione fu A Lovely Sort of Death. La sceneggiatura dell'opera venne scritta dal giovane Jack Nicholson, che avrebbe anche voluto interpretare la parte del protagonista nel film ma venne scartato da Corman in favore di Peter Fonda, che, non a caso, insieme a Dennis Hopper, sarebbe stato il protagonista dell'epocale Easy Rider due anni più tardi.
Il cast include anche Dennis Hopper nel ruolo di Max, spacciatore che serve Paul. Corman editò in maniera marcata diverse scene, rendendo lo stile psichedelico con effetti caleidoscopici, in particolare le esterne notturne sulla Sunset Strip, per simulare il punto di vista della mente di Paul, alterata dall'LSD e dalle allucinazioni indotte. Sono incluse anche alcune sequenze apparentemente senza un filo logico, come quella in cui Paul si trova di fronte a delle immagini rotanti di Che Guevara, Sophia Loren e Khalil Gibran in una stanza in cui un nano in sella a una giostra sullo sfondo sbotta "Baia dei Porci!". La colonna sonora utilizza pezzi improvvisati di jazz e Blues rock realizzati dal gruppo The Electric Flag che si lanciano inoltre in alcune partiture musicali esotiche.

## Distribuzione
Alcune delle uscite internazionali sono state:
- 23 agosto 1967 negli Stati Uniti (The Trip)
- 27 gennaio 1968 in Danimarca (LSD)
- 1º aprile 1968 in Svezia (Tripp till helvetet)
- 15 maggio 1968 in Giappone
- 31 gennaio 1969 in Germania Ovest (Der Trip)
- 11 novembre 1978 in Portogallo (Os Hippies)
- in Brasile (A Viagem)
- in Grecia (Amartolo taxeidi)
- in Ungheria (Az utazás)
- in Spagna (El viaje)
- in Italia (Il serpente di fuoco)
- in Venezuela (La serpiente de fuego)
- in Finlandia (Trippi)

## Promozione
La tagline sono:
- "A Lovely Sort of Death".
- "Groovy Gravy!...The Trip is Out of Sight!".
- "Listen to the sound of love. Feel purple. Taste green. Touch the scream that crawls up the wall!".
- "A big thrill in a little pill.".

## Critica
Secondo il Morandini il film è "tutto sulle spalle di Peter Fonda e sulle sequenze psichedeliche di Peter Gardiner".